# SN 2012af
SN 2012af – supernowa typu Ia, odkryta 11 lutego 2012 roku w galaktyce PGC1696336. W momencie odkrycia, miała maksymalną jasność 16,7m.